# George Pearcy
George William Pearcy (Martinsville, 2 luglio 1919 – Martinsville, 14 settembre 1992) è stato un cestista e allenatore di pallacanestro statunitense, professionista nella BAA.
Era il fratello di Henry Pearcy.